# Opistharsostethus bimaculatus
Opistharsostethus bimaculatus är en insektsart som beskrevs av Schmidt 1911. Opistharsostethus bimaculatus ingår i släktet Opistharsostethus och familjen spottstritar. Inga underarter finns listade i Catalogue of Life.